# Krim Krim
Krim Krim és una sotsprefectura de la regió de Logone Occidental, a Txad. És el centre administratiu del departament de Guéni.
El setembre de 1999, Krim Krim juntament amb Laï foren les poblacions que van rebre la distribució gratuïta d'aliments per part del Programa Mundial d'Aliments (PMA) amb l'objectiu de que els preus dels productes alimentaris com els cereals no baixèssin.
Petrochad (Mangara), empresa subsidiària de l'empresa multinacional Glencore, ha desenvolupat un camp petrolífer a prop d'aquesta localitat. Entre 2015 i 2020, Petrochad disposa d'un permís d'explotació en que compta amb la participació de Glencore i SHT. Si bé no sabem quant en produeix, experts consideren que en el conjunt dels camps de Mangara, Badila, Kibea i Krim hi ha una reserva de petroli de 374 milions de barrils.